# Zhongzheng (Taipeh)
Zhongzheng (chinesisch 中正區, Pinyin Zhōngzhèng Qū; alternative Schreibweisen Jhongjheng und Chungcheng) ist ein Stadtteil im Südwesten Taipehs mit ca. 160.000 Einwohnern und einer Fläche von 7,6 Quadratkilometern. Er erhielt seinen Namen durch die dort gelegene Chiang-Kai-shek-Gedächtnishalle (Chiang Kai-shek wird auf Chinesisch posthum auch Zhongzheng genannt). Außerdem sind viele Regierungsgebäude in Zhongzheng gelegen, wie der Präsidentenpalast und der Exekutiv-Yuan, der Kontroll-Yuan, der Legislativ-Yuan und der Justiz-Yuan. Außerdem liegt in ihm der Hauptbahnhof Taipeh. Geschichtlich lag auf dem Gebiet Zhongzhengs der Großteil der alten qing-zeitlichen Stadt Taipeh. Zhongzheng beherbergt außerdem den größten Teil der Museen in Taipeh.

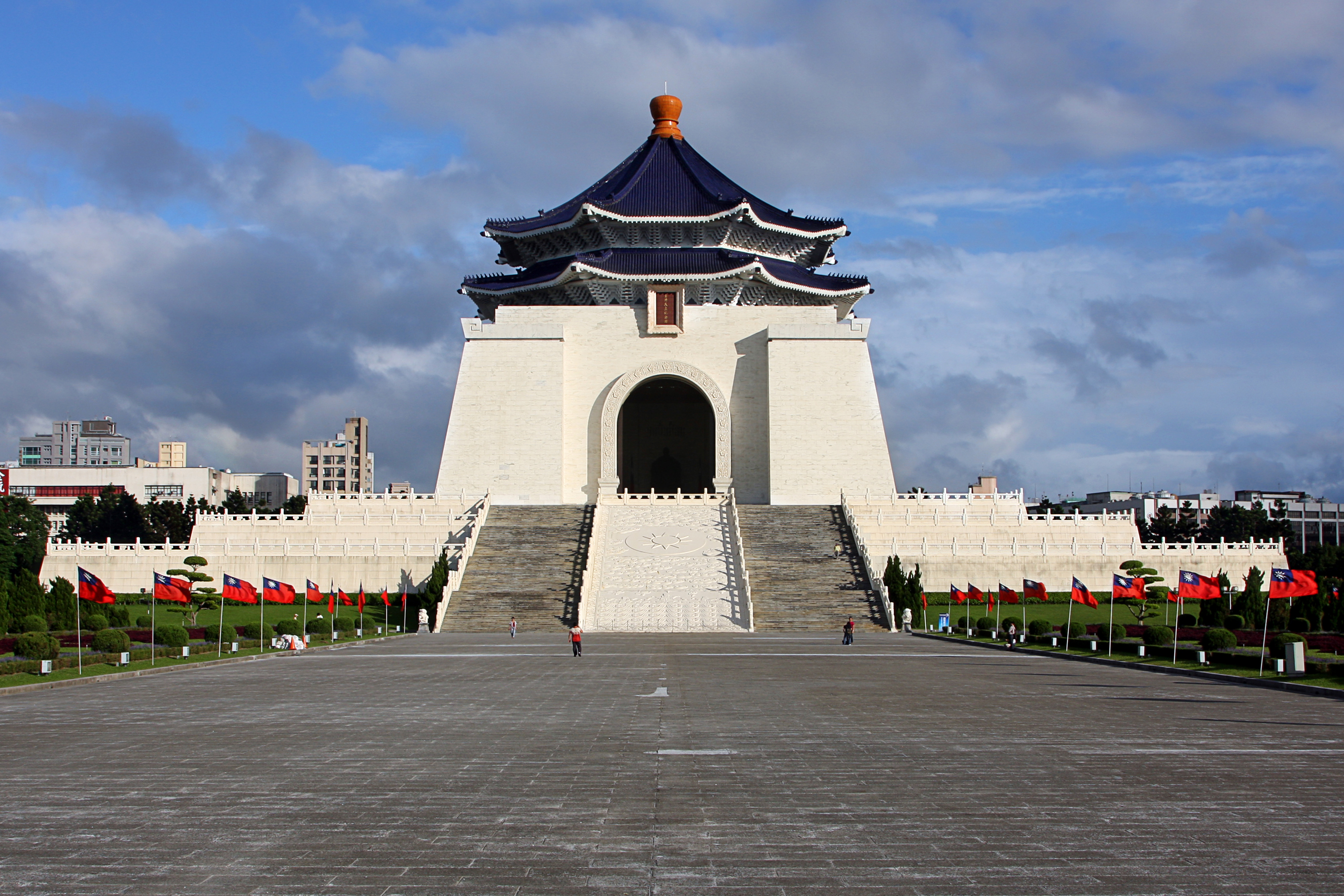
Chiang-Kai-shek-Gedächtnishalle

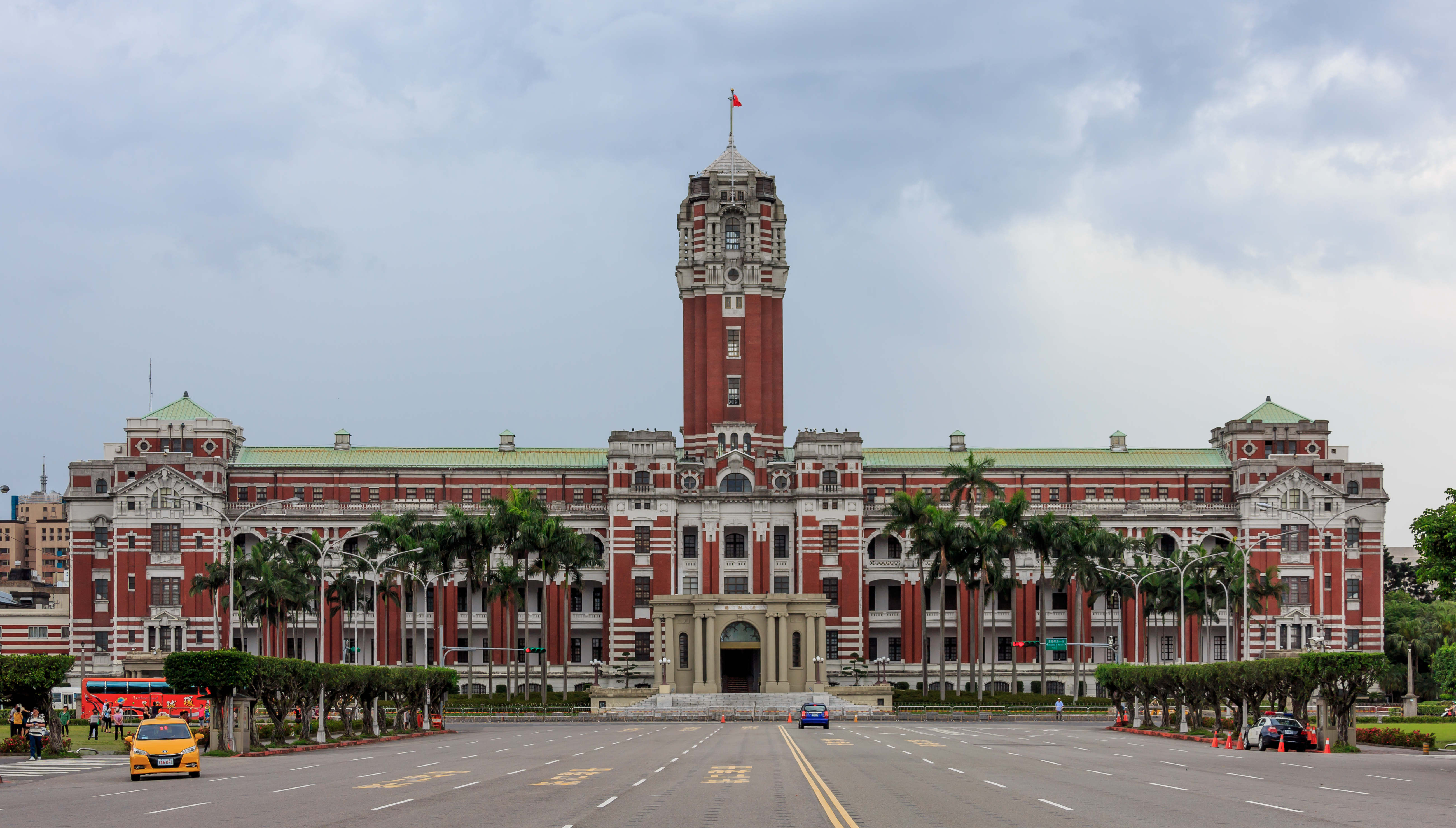
Präsidentenpalast

Zhongzheng grenzt an die Stadtteile Wanhua, Datong, Zhongshan, Da’an und Wenshan von Taipeh und Yonghe von Neu-Taipeh.

## Geschichte
Auf dem Gebiet des Stadtteils lag während der Qing-Dynastie der Großteil der alten Stadt Taipeh. 1990 wurde der Stadtteil aus den beiden Stadtteilen Chengzhong (城中區,  Chéngzhōng Qū) und Guting (古亭區,  Gǔtíng Qū) zusammengelegt, und nach der dortigen Chiang-Kai-shek-Gedächtnishalle benannt.

## Hochschulen im Bezirk Zhongzheng
- Universität Taipeh
- Nationaluniversität Taiwan (Fakultäten für Rechtswissenschaften und Medizin)
- Chiao-Tung-Nationaluniversität (Campus Taipeh)
- Soochow-Universität (Innenstadtcampus, Rechtswissenschaften)
- Chinesische Kulturuniversität Campus Bo’ai
- Chung-Hua-Universität, Campus Taipeh

## Museen und Sehenswürdigkeiten im Bezirk Zhongzheng
- Taiwan-Nationalmuseum
- Nationalmuseum für Geschichte
- Museum für Insektenkunde
- Museum der Streitkräfte der Republik China
- Botanischer Garten Taipeh